# Olga Balstad-Eggen
Olga Balstad-Eggen (o Balsted Eggen; fl. XX secolo) è stata una saltatrice con gli sci norvegese.
Fu una delle pioniere della specialità nordica negli anni venti.

## Biografia
Nel 1926 realizzò ad Arvika un salto di 26 metri, che al tempo costituì il nuovo primato mondiale femminile non ufficiale superando quello marcato nel 1911 dall'austriaca Paula von Lamberg (22 metri). Non fu omologato dalla Federazione Internazionale Sci perché all'epoca il salto con gli sci era ufficialmente riservato solo agli uomini, quindi non venivano registrati i risultati delle donne.
Il primato resistette fino al 1931, quando la connazionale Johanne Kolstad lo migliorò con la misura di 32 metri.